# Eddie Heywood
Edward Heywood jr (ur. 4 grudnia 1915 w Atlancie, zm. 3 stycznia 1989 w Miami Beach) – afroamerykański pianista jazzowy.

## Wyróżnienia
Ma swoją gwiazdę w hollywoodzkiej Alei Gwiazd.